# Secotium
Secotium — рід грибів родини Agaricaceae. Назва вперше опублікована 1840 року. Вважається, що вони є еволюційним зв'язком між agarics та gasteroid fungi. Secotium — поширений рід, з видами, які переважно зустрічаються в теплих і посушливих регіонах.